# Club Atlético de San Isidro
El Club Atlético de San Isidro (también conocido por su acrónimo C.A.S.I, ) es un club deportivo de Argentina, ubicado en San Isidro, área metropolitana de Buenos Aires. Es mayormente conocido por su equipo de rugby, el cual es miembro de la Unión de Rugby de Buenos Aires y participa del Torneo de la URBA (Primera División). 
Con 33 títulos obtenidos, es el club más laureado y ganador de toda la URBA, la cual nuclea a los mejores clubes de toda el área metropolitana de Buenos Aires (y algunos otros) y es la unión de rugby más competitiva de todo Argentina. A su vez, e considerado uno de los más importantes de la Argentina. Es conocido por su apodo "la academia del rugby", o simplemente "la academia". A su estadio se lo llama "la catedral del rugby", por su cercanía a la Catedral de San Isidro. Cuentan con un título en el Torneo Nacional de Clubes, y su rival histórico es el SIC.
En el club además se practican otros deportes como hockey sobre césped, bowls o bochas, náutica, squash, golf, tenis, pádel, pelota paleta, bridge, fútbol gaélico, natación, entre otros.

## Historia

### Fútbol
El club fue fundado el 24 de octubre de 1902, como fusión de dos clubes ya existentes en la zona: el "Club de Foot-ball de San Isidro", fundado por jóvenes argentinos, y el "San Isidro Athletic Club", fundado por jóvenes ingleses hijos de empleados del ferrocarril. Al momento de su fundación, pocos de ellos eran mayores de edad. Su primer presidente, Leonardo Hughes, debió renunciar a su cargo puesto que debía cumplir con el servicio militar obligatorio. El club se ubicó en terrenos que fueron cedidos por don Manuel Aguirre y su hija, Victoria Aguirre y originalmente el club fue fundado para practicar fútbol y cricket. Estaba asociado a la Argentine Association Football League (a partir de 1903, Argentine Football Association) y logró el ascenso a la primera división en 1906, llegando a ser subcampeón y a jugar con equipos como Racing Club, Boca Juniors, Rosario Central, Newell's Old Boys, Nacional de Montevideo (en la Copa Competencia Chevallier Boutell), etc. En 1915 finalizó primero junto con Racing Club, y se jugó una final que ganó Racing 1 a 0. A partir de ese año, con el crecimiento del fútbol cada vez más profesionalizado, el CASI fue perdiendo importancia. Finalmente, se desafilió de la Asociación Argentina Amateur en 1931.

### Hockey
El hockey se inició alrededor de 1906, originalmente jugado por caballeros; el CASI es, junto al Belgrano Athletic Club y al Pacific Railway Athletic Club (hoy Club Atlético Ferrocarril General San Martín), fundador de la Liga Argentina de Hockey (hoy Asociación Amateur de Hockey Sobre Césped) en 1908. A partir de 1933 se comenzó a jugar hockey femenino, el cual fue adquiriendo mayor importancia y logros que el masculino. El CASI obtuvo el campeonato de primera división del torneo femenino en los años 1943, 1944, 1966, 1967 y 1969, y masculino en 1908 y 1948.

### Rugby

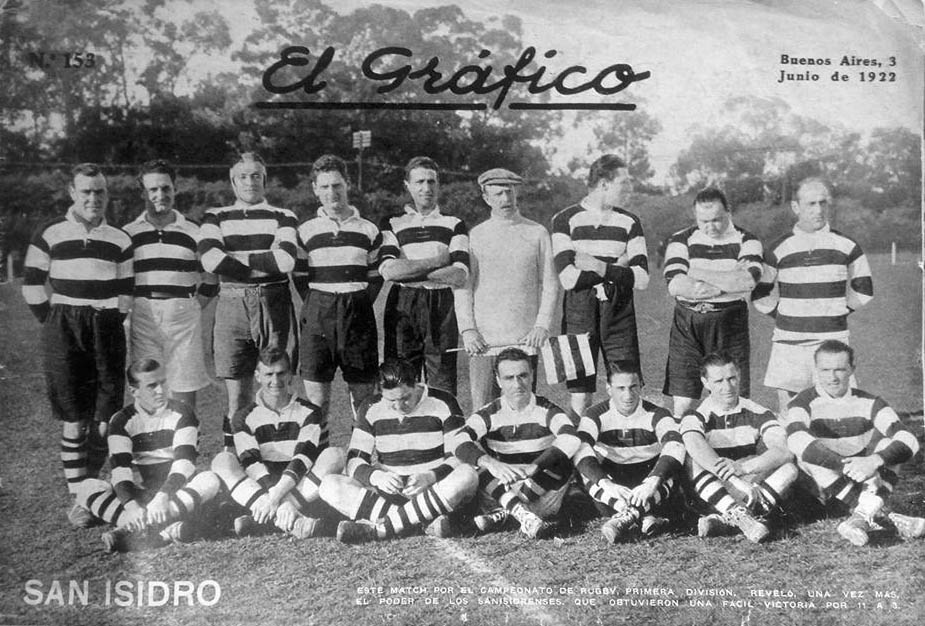
Equipo de rugby campeón en 1922.

El primer equipo de rugby se formó en 1907 asociándose ese año a la entonces "River Plate Rugby Union Championship" y siguió en 1908, usando una camiseta verde y colorada a rayas horizontales, y jugando sólo partidos amistosos, pero fue disuelto al no poder contar con quince jugadores en forma permanente. En 1911 se intentó nuevamente formar un equipo y luego, en 1917, volvió el rugby al club, logrando ese año, y 12 años consecutivos más, obtener el campeonato.
En 1935 un grupo de socios se separó del club por discrepancias ideológicas y fundaron el San Isidro Club (también conocido por su acrónimo "SIC" o Zanjero). Desde entonces, el partido entre el CASI y el SIC ha sido un clásico local. En la final del Torneo de la URBA de 2005, el CASI ganó 18-17 con un penal en los últimos minutos, después de 20 años sin un título de la URBA y de 10 años sin un título oficial de Rugby de 15 (en 1995 el CASI se alzó con el Torneo Nacional de Clubes, luego de vencer 22 a 9 a La Plata Rugby Club). En total, hasta mayo de 2016, se han enfrentado en 124 oportunidades con 64 victorias del CASI, 10 empates y 50 triunfos del SIC. En la década del '70, entre ambos clubes ganaron todos los torneos de la UAR, que luego desde 1995 pasó a ser el Torneo de la URBA.
En 1962 fue el primer club argentino que realizó una gira por Gran Bretaña. En 1999 fue invitado a participar en el Seven de Middlesex, en el estadio de Twickenham.

## Indumentaria y patrocinadores
Listado cronológico de firma proveedora de indumentaria y patrocinador   
Indumentaria
2022 y continúa-    PROCER 
Patrocinador
2022 y continúa-  Masseube Patagonia

## Evolución del uniforme
Los uniformes de los equipos de fútbol y rugby del CASI han sido diferentes entre sí a lo largo de la historia del club. En fútbol, la camiseta más representativa ha sido la celeste utilizada durante el paso del club por la Primera División de Argentina hasta su desafiliación en 1931 cuando este deporte pasó a ser profesional.
En rugby, San Isidro adoptó sus colores representativos después de la primera temporada en el torneo de la Unión de Rugby de Buenos Aires. El por entonces presidente de la institución, Rafael Cullen, eligió personalmente el blanco y negro que se ha mantenido hasta el día de hoy.

### Fútbol
| 1902-03 | 1903-09 | 1909-31 |

### Rugby
| 1907-11 | 1916-17 | 1918-hoy |

## Jugadores destacados
Algunos de los jugadores destacados de rugby son:
- Juan Manuel Belgrano
- Antonio Bilbao ,la Vieja[4]
- Rodolfo O'Reilly[5]
- Alejandro Travaglini[6]
- Eliseo Branca[7][8][9]
- Santiago Phelan (1992-2003)
- Agustín Pichot (1992-97)[10]

## Palmarés

### Fútbol
- Primera División Argentina:

Subcampeonatos: 1912, 1913, 1915

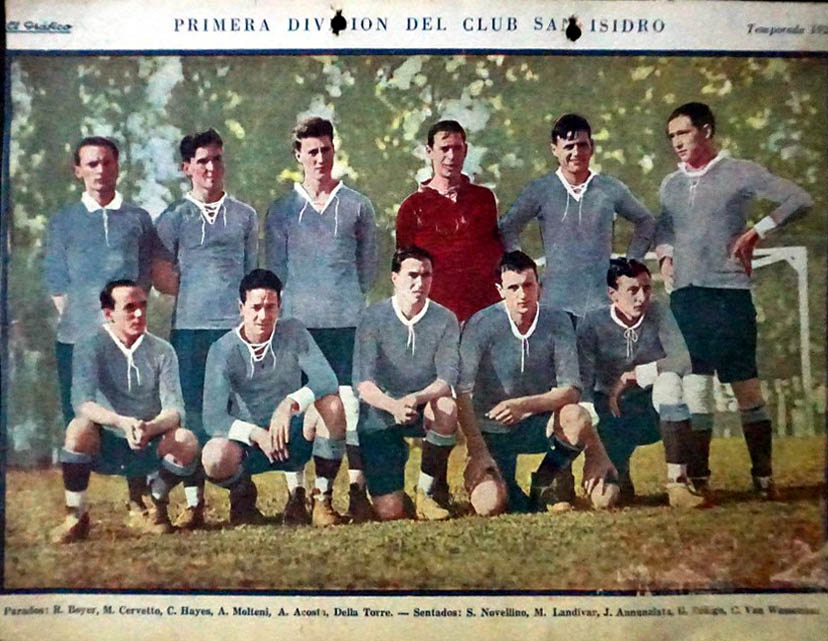
Equipo de fútbol de 1926. Cinco años más tarde se desafiliaría de la Asociación.

- Copa de Competencia Jockey Club (3): 1911, 1912, 1913
- Copa de Honor Municipalidad de Buenos Aires (1): 1909
- Cup Tie Competition (1): 1912

Subcampeonatos: 1911, 1913
- Copa de Honor Cusenier:

Subcampeonato: 1909

### Rugby
- Sudamericano de Clubes (1):

1986
- Torneo de la URBA: (33)

1917, 1918, 1920, 1921, 1922, 1923, 1924, 1925, 1926, 1927, 1928, 1929, 1930, 1933, 1934, 1943, 1949, 1954, 1955, 1956, 1957, 1960, 1961, 1962, 1964, 1967, 1974, 1975, 1976, 1981, 1982, 1985 y 2005.
- Torneo Nacional de Clubes: (1)

1995.
- Seven de la U.A.R.: (9)

1960, 1961, 1964, 1967, 1970, 1972, 1980, 1981 y 1995.
- Seven de la URBA: (4)

1999, 2001, 2002 y 2011.

### Hockey sobre césped

#### Masculino
- Metropolitano Primera División: (4)

1908, 1921, 1926, 1948

#### Femenino
- Metropolitano Primera División: (5)

1943, 1944, 1966, 1967, 1969